# Norr Rälta
Norr Rälta är en by i Leksands socken (Djura församling) och Härads fjärding, Leksands kommun.
Norr Rälta ligger vid den i slutet av 1400-talet torrlagda sjön "Sjöbotten". Norr Rälta är avknoppning från by Söder Rälta, och de båda byarna räknades ända fram till mitten av 1700-talet som en gemensam by. Redan på 1600-talet hade dock bebyggelsen flyttat till sin nuvarande plats, ungefär en kilometer från Söder Rälta. Holstenssons karta från 1668 visar sex gårdstecken i det som är Norr Rälta. Mantalslängden 1766 anger 11 hushåll i Norr Rälta. 1830 fanns det 13 hushåll. Storskifteskartan från 1820-talet visar att det då fanns 13 gårdar i Norr Rälta.
Byn är klassificerad som ett riksintresse för kulturmiljövård.